# Euphorbia segetalis
Euphorbia segetalis L. es una especie de fanerógama perteneciente a la familia de las euforbiáceas.

## Descripción

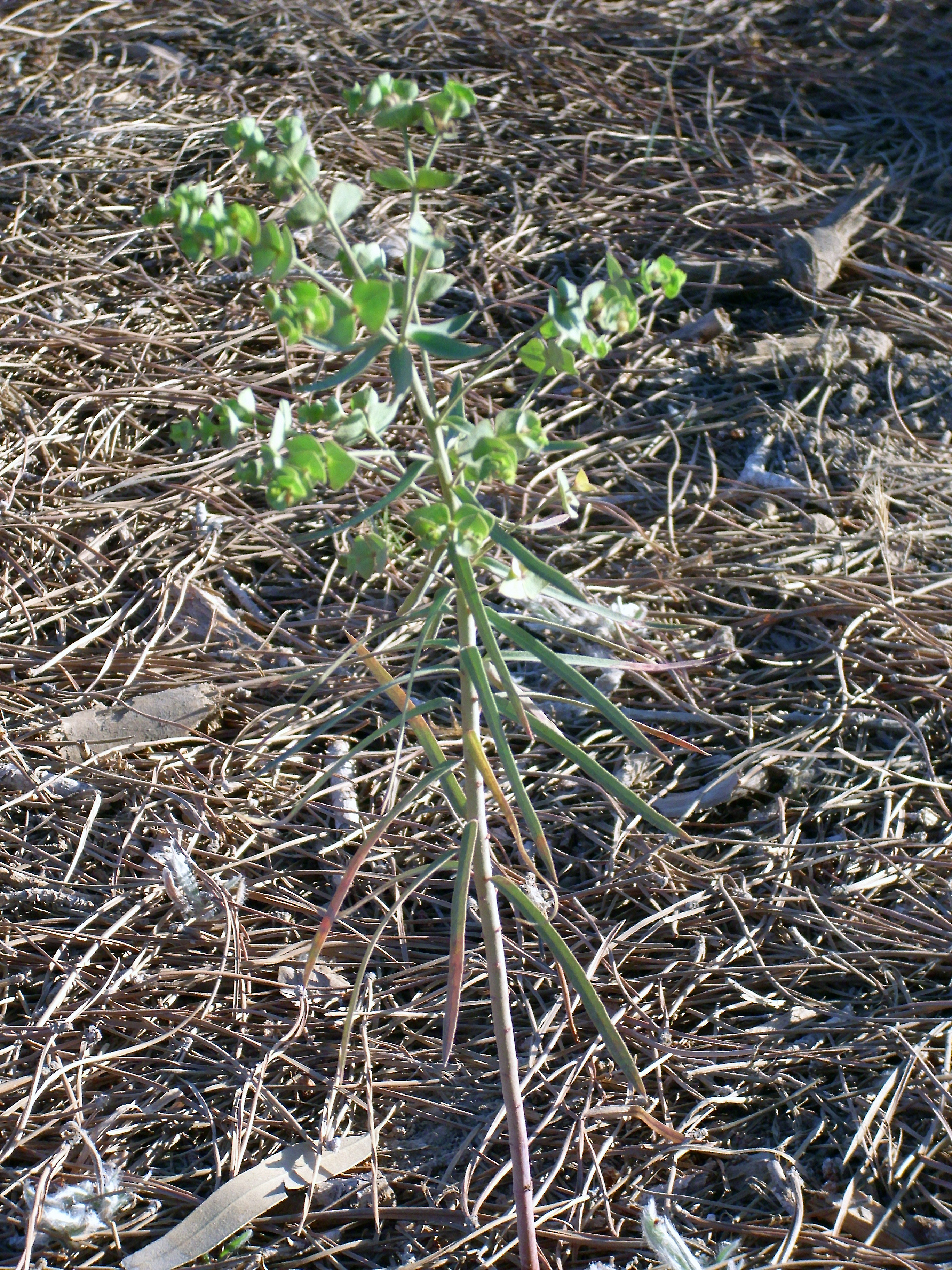
Vista de la planta

Se trata de una planta herbácea o leñosa en la base, anual o perenne, con hojas linear-lanceoladas de color verde. Crece solo hasta una altura de entre 10 y 40 cm siendo una de las lechetreznas más pequeñas. El tallo es glabra y recta. Las hojas tienen forma oval y son largas y estrechas.
La inflorescencia tiene muchas hojas con las brácteas muy anchas. Las brácteas dicasiales son deltoideas, rómbico-deltoideas o semicirculares. Los nectarios poseen apéndices corniculados y las cocas son granulosas en las quillas, con semillas reticuladas. Los frutos son una cápsula lisa y las semillas están surcadas transversalmente.

## Distribución
Es de amplia distribución en Macaronesia, región mediterránea, centro sur de Europa y probablemente nativa en las Islas Canarias.

## Hábitat

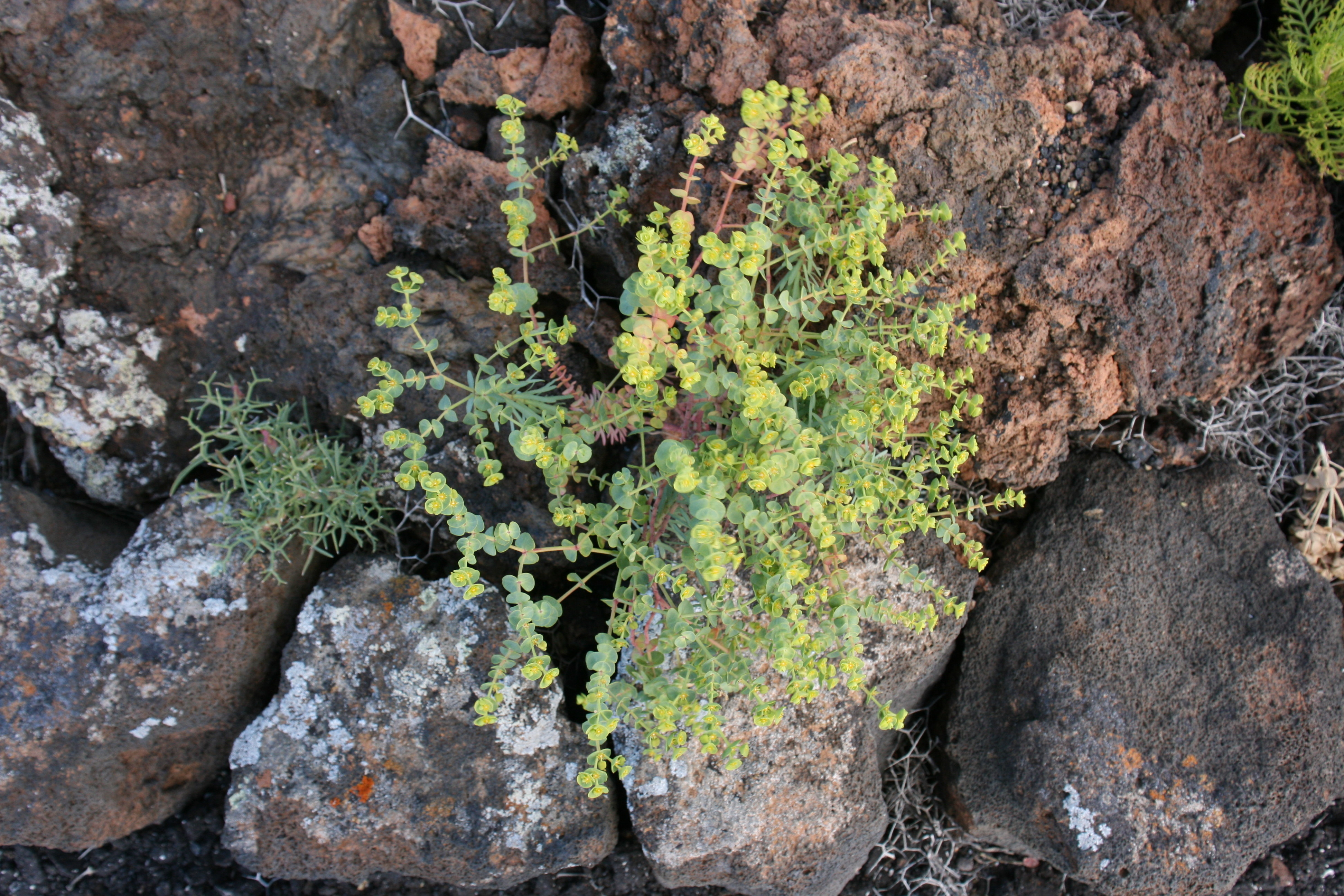
En su hábitat

Esta planta vive en los campos de cultivo, los viñedos, olivares, baldíos, márgenes de caminos, sembrados y prados anuales. Es una planta ruderal y muy resistente, que puede vivir en zonas alejadas del freático.
El nombre "tártago de campo" proviene del hecho de que esta plantita es típica de los campos y frutales de secano, donde se considera una mala hierba. Se puede confundir con facilidad con otra tártago, la Euphorbia medicaginea que vive en los mismos lugares, y de la que solo se puede diferenciar por la textura de las semillas. Mientras que Euphorbia segetalis tiene las semillas surcadas, E. medicaginea las tiene rugosas.

## Toxicidad
Como otras plantas similares del género Euphorbia el tártago de campo produce una resina blanca o látex muy tóxica. Conocida vulgarmente como "leche" se utilizaba antiguamente como veneno, como laxante, como antiséptico y para tratar verrugas en la herboristería tradicional.

## Taxonomía
Euphorbia segetalis fue descrita por Carlos Linneo y publicado en Species Plantarum 1: 458–459. 1753.
Etimología
Euphorbia: nombre genérico que deriva del médico griego del rey Juba II de Mauritania (52 a 50 a. C. - 23), Euphorbus, en su honor – o en alusión a su gran vientre –  ya que usaba médicamente Euphorbia resinifera. En 1753 Carlos Linneo asignó el nombre a todo el género.
segetalis: epíteto latín que significa "de los campos de maíz".
Sinonimia
- Euphorbia linifolia L.
- Euphorbia longibracteata DC. in Lam. & DC.
- Euphorbia pinea L.
- Euphorbia tetraceras Lange
- Tithymalus leptophyllus Bubani[7]
- Tithymalus segetalis (L.) Hill (1768).
- Esula segetalis (L.) Haw. (1812).
- Keraselma segetale (L.) Raf. (1838).
- Keraselma segetalis (L.) Raf. (1838). [8][9]

## Nombre común
- Castellano: beñiña, beniña, campanilla, euforbia, leche interna, lechera, lechetrezna, lechetrezna de viña, lechetrezna fina, lechintenna, lechinterna, lechiterna, lechiterna amarga, lichenteznas, llechinterna, lletrera.[7]